# Dymasius fulgens
Dymasius fulgens es una especie de escarabajo del género Dymasius, familia Cerambycidae. Fue descrita científicamente por Schwarzer en 1926.
Habita en Filipinas. Los machos y las hembras miden aproximadamente 43 mm.